# Noctiluque
Pour l'émission radiophonique littéraire, voir Noctiluque (émission).
 (octobre 2023).
Si vous disposez d'ouvrages ou d'articles de référence ou si vous connaissez des sites web de qualité traitant du thème abordé ici, merci de compléter l'article en donnant les références utiles à sa vérifiabilité et en les liant à la section « Notes et références ».
Noctiluque est le nom courant d'organismes planctoniques marins de la famille des Noctilucaceae (en) (principalement l'espèce Noctiluca scintillans) responsables du phénomène d'« eaux-rouges », et de la lumière phosphorescente bleutée visible parfois dans le sillon des navires, lors du phénomène de bloom.
L'adjectif noctiluque, du bas latin noctilucus, signifie qui luit pendant la nuit. Exemple : nuages noctiluques ou noctulescents.